# STS-5

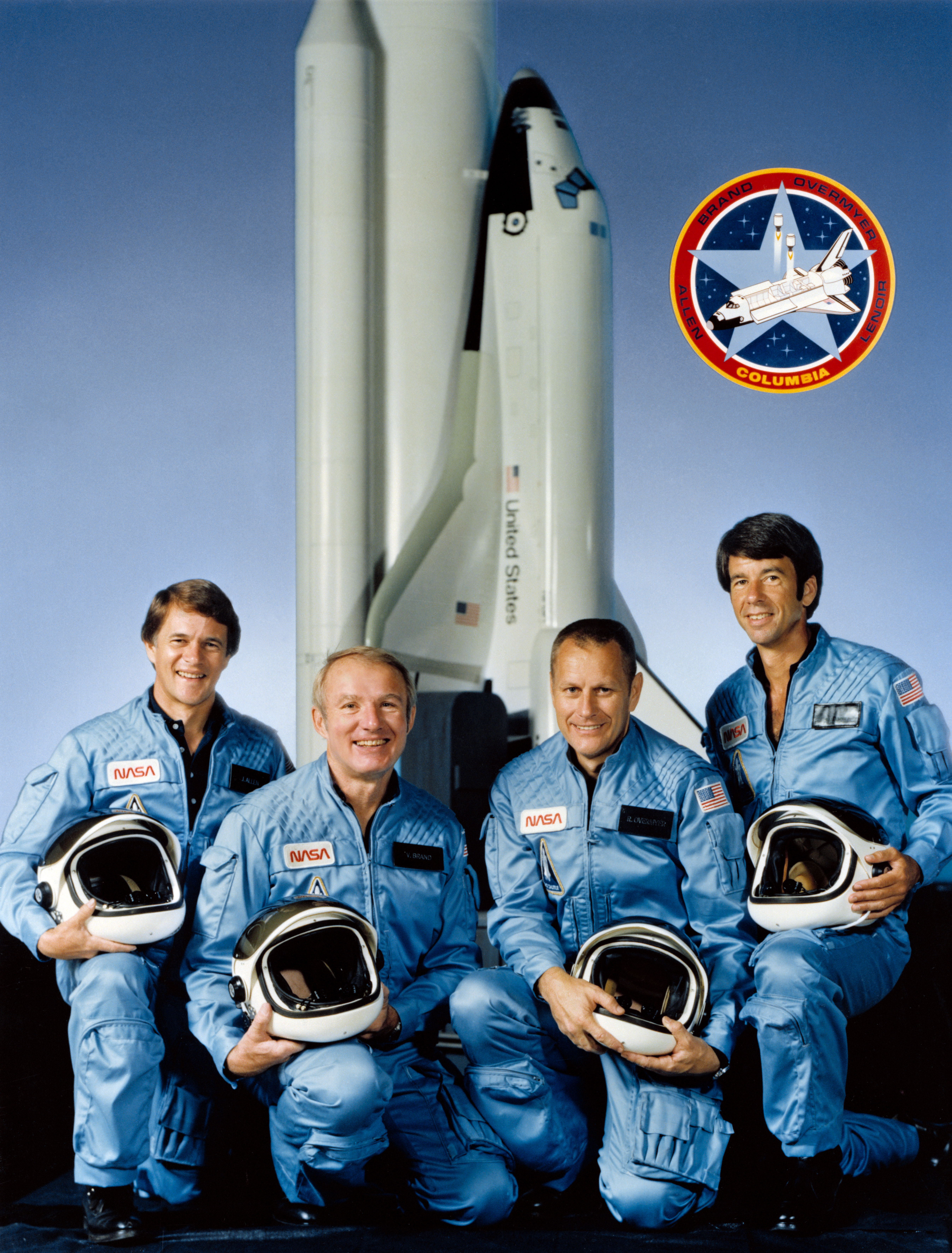
Екіпаж STS-5:Зліва направо: Аллен, Бренд, Овермайер, Ленуар

STS-5 — космічний політ багаторазового транспортного космічного корабля «Колумбія» за програмою «Спейс Шаттл».

## Екіпаж
- (НАСА): Венс Діво Бранд (2) — командир;
- (НАСА): Роберт Овермайер (1) — пілот;
- (НАСА): Джозеф Аллен (1) — фахівець польоту;
- (НАСА): Вільям Ленуар (1) — фахівець польоту.

## Параметри польоту
- Вага:
  - Вага при старті: 112088 кг
  - Вага при приземленні: 91841 кг
  - Корисне навантаження: 14551 кг

## Опис польоту
У ході польоту з борту «Колумбії» запущені американський супутник «SBS-3» (11 листопада) і канадський супутник «Anik-C3» (12 листопада).

## Галерея

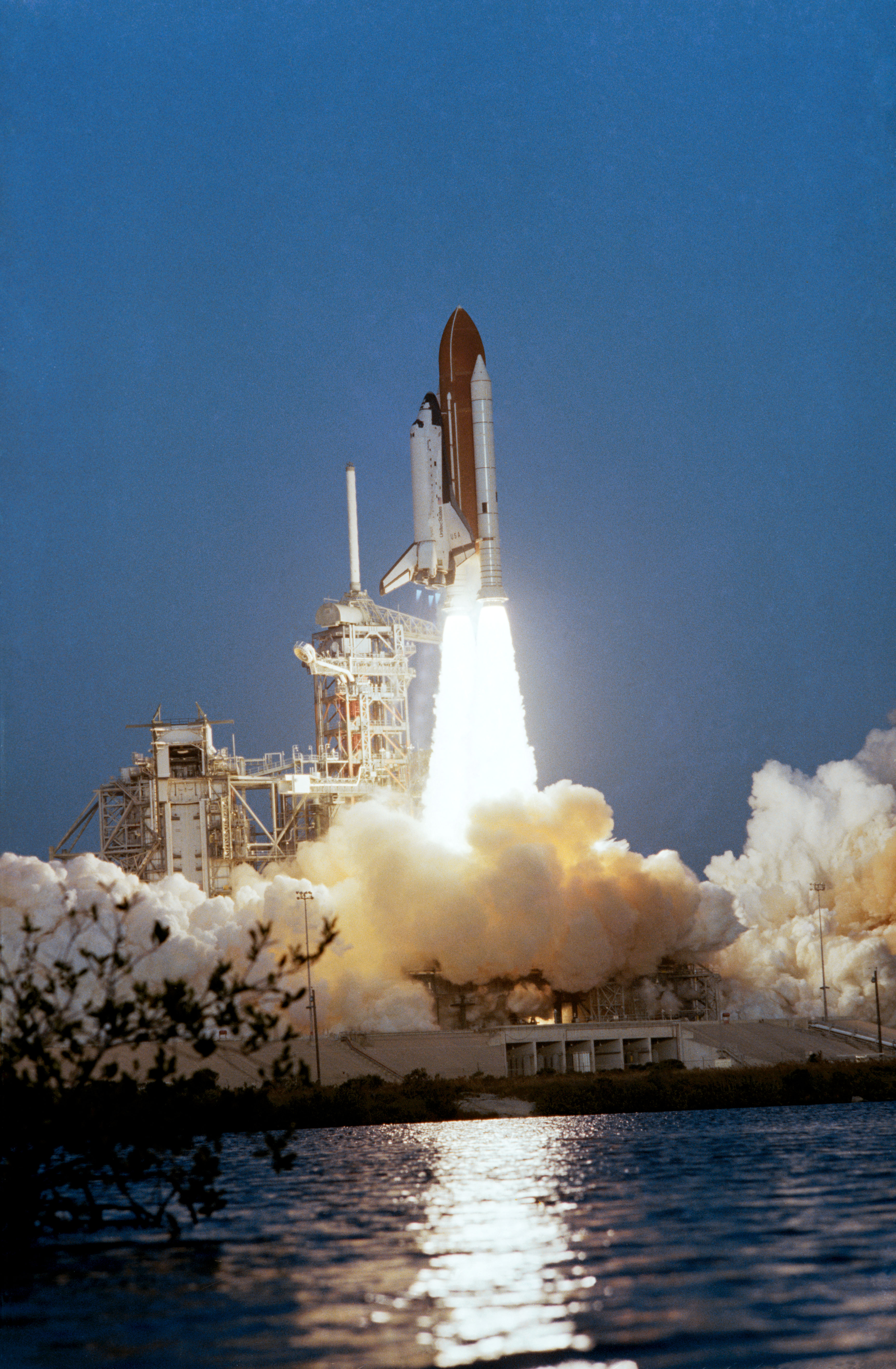
Зліт «Колумбія»
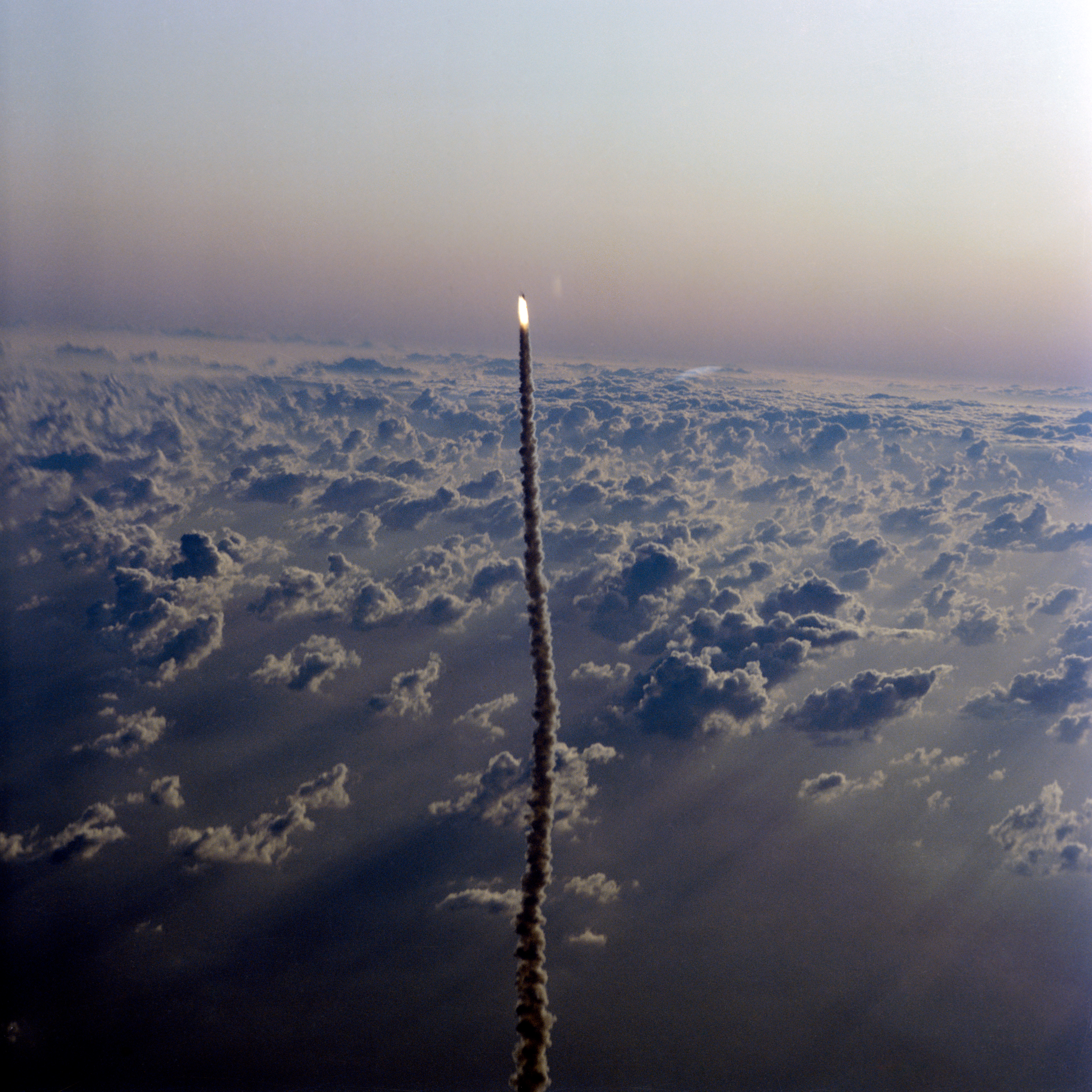
Зліт «Колумбія»
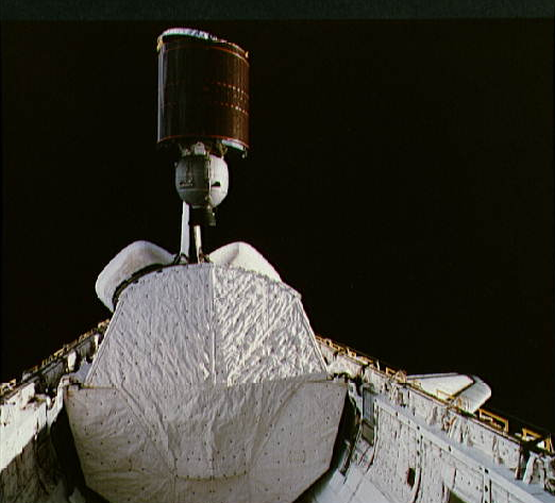
Супутник «Anik-C3»
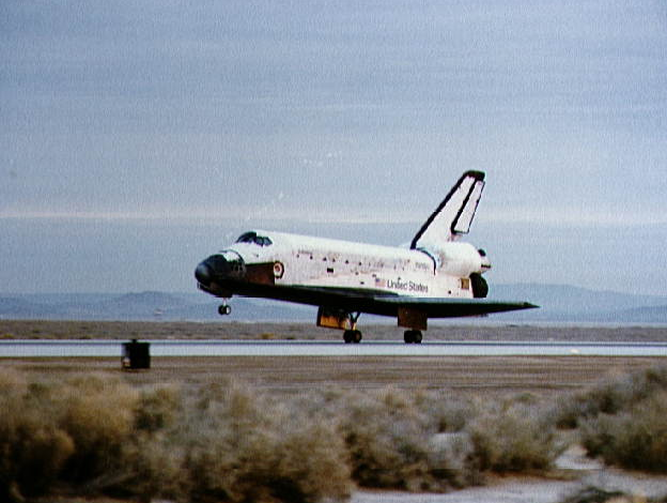
«Колумбія» приземляється на авіабазі Едвардса (Runway 22)